# Яффські ворота
Яффські ворота (івр. שער יפו,Шаар Яффо; араб. باب الخليل,Баб-ель-Халіль -Хевронські ворота) — одні з восьми воріт стіни старого міста Єрусалима, головні ворота християнського і вірменського кварталів Старого міста Єрусалиму, єдині ворота звернені на захід, до  Середземного моря.

## Побудова та розташування
Яффські ворота побудовані 1538 року за наказом правителя Османської імперії Сулеймана Пишного на місці воріт більш раннього періоду. В епоху хрестоносців ворота називалися Ворота Давида, за назвою цитаделі, що знаходиться поблизу (Вежа Давида). Розташовані в західній частині Старого міста на найважливішому перехресті західної дороги, що веде на порт Яффо і південної дороги, що веде на Вифлеєм й Хеврон.

## Історія
Під час відвідування Єрусалима кайзером  Вільгельмом II у 1898 році, османська влада постановила зруйнувати частину стіни у яффських воріт і засипати частину рову біля Вежі Давида, щоб імператор міг безперешкодно в'їхати в місто в своєму екіпажі. Через цей пролом і нині здійснюється автомобільне сполучення між старим і новим містом. У 1917 році британський генерал Едмунд Алленбі увійшов у Старе місто через Яффські ворота пішки на знак поваги до міста і бажаючи уникнути порівняння з кайзером, що відвідав Єрусалим в 1898 році. Після об'єднання Єрусалиму в ході Шестиденної війни 1967 року ворота стали доступні для перехожих. На даний час близько яффських воріт функціонує підземна автостоянка для туристів, які відвідують Старе Місто, а також торговий центр Маміла, поштове відділення і Християнський Інформаційний центр. У 2010 році ворота було відреставровано за проектом вартістю 4 млн. доларів.

## Галерея

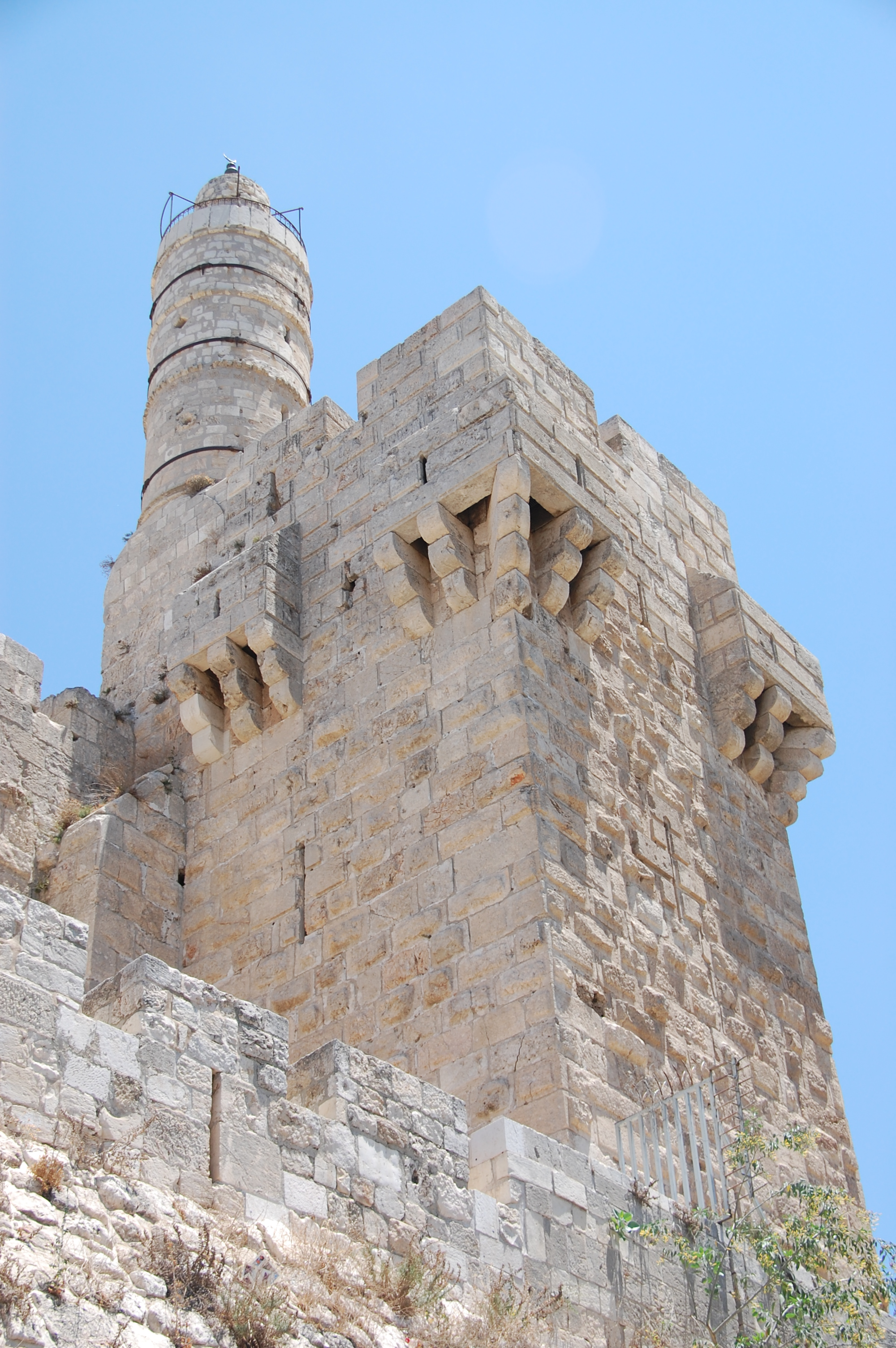
Вежа Давида
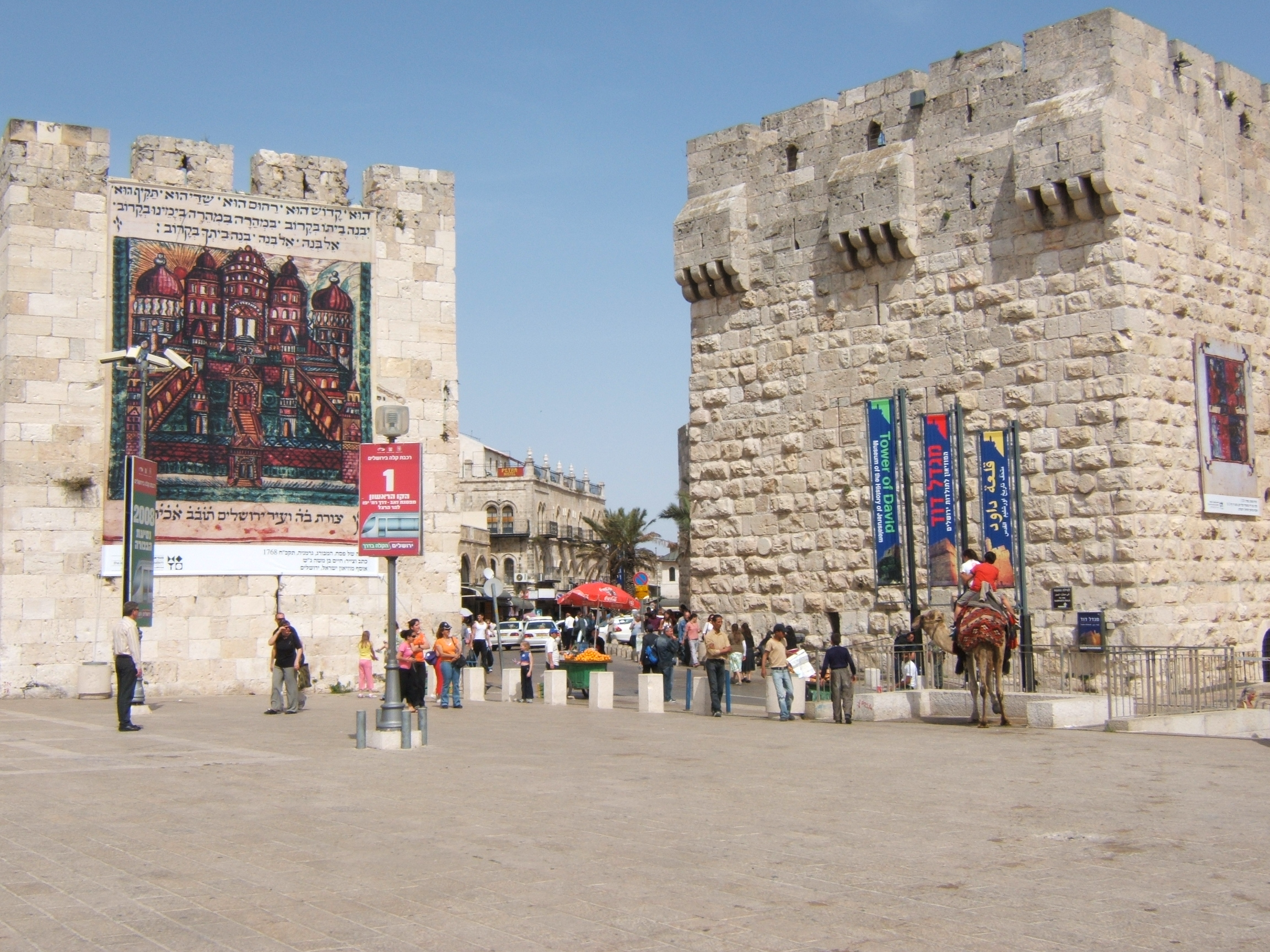
Біля воріт
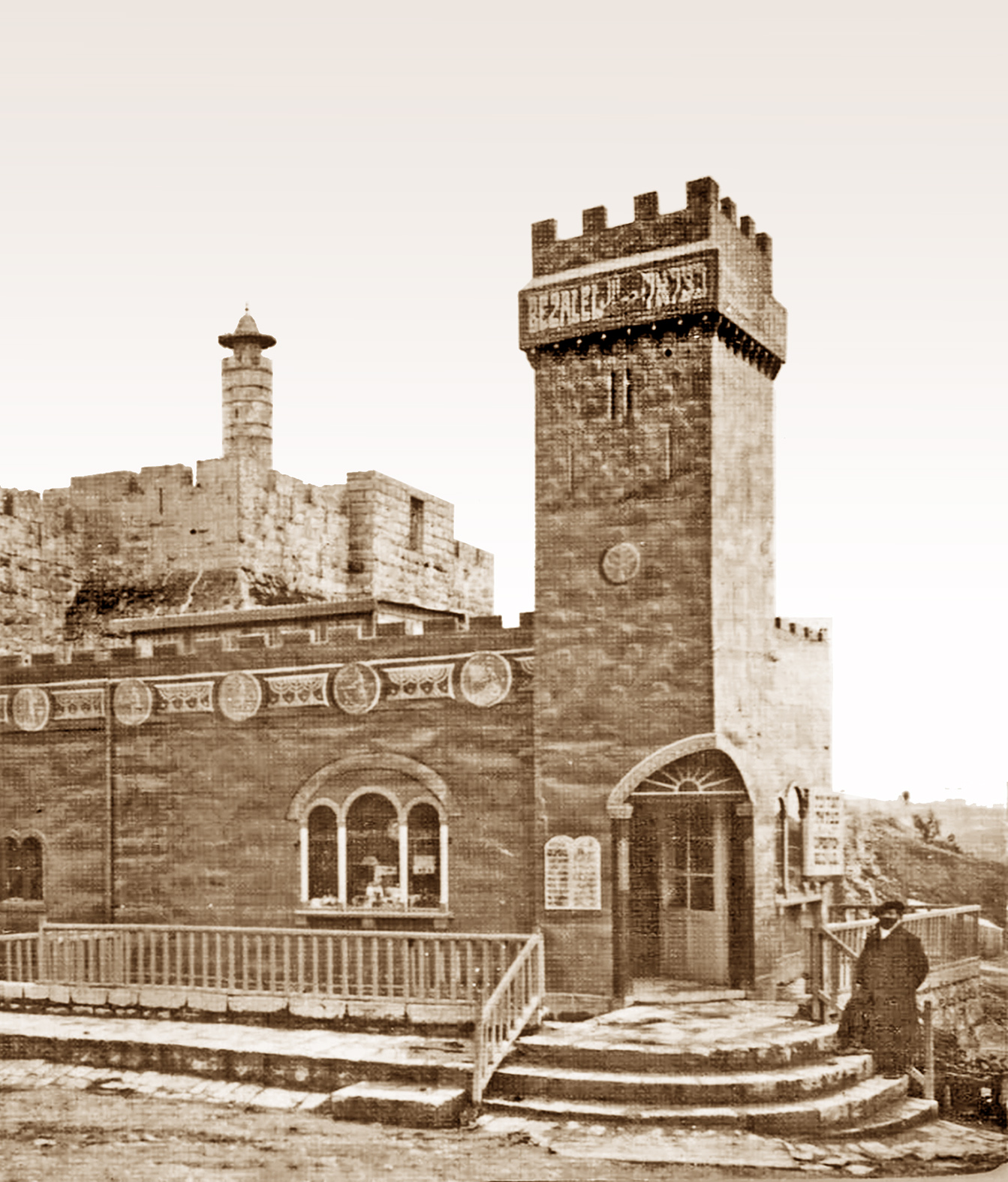
Павільйон Бецазель
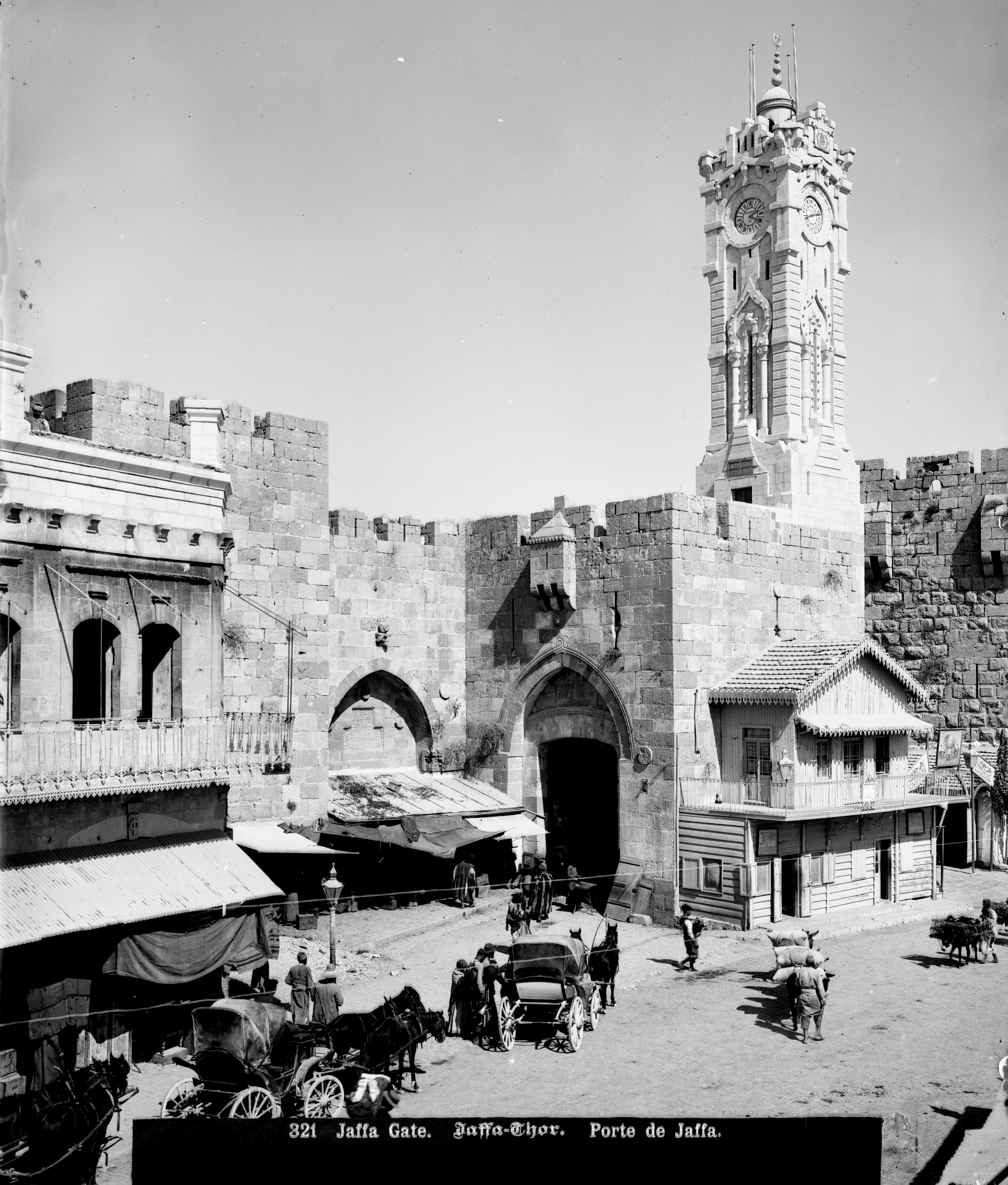
Вежа з годинником